# Линейные корабли типа «Исэ»
«Исэ» (яп. 伊勢) — тип линейных кораблей японского императорского флота. Построено два корабля — «Исэ» (Ise) и «Хюга» (Hyuga). Название получил в честь одной из областей Японии, в настоящее время историческая область Исэ входит в префектуру Миэ. В военно-исторической литературе более распространена транскрипция «Исе», а также иногда встречается ошибочное написание «Исё». Одни из самых больших и самых мощных кораблей, построенных в мире в годы Первой мировой войны. В боевых действиях Первой мировой войны не участвовали.

## История создания

### Проектирование и строительство
Проект «Исэ» являлся логическим развитием «Фусо».
Предполагалось, новый линкор станет повторением прототипа, но в процессе работ в чертежи было внесено большое
количество изменений, учитывающих опыт постройки линкоров предыдущего типа и новые требования руководства флота.
Главное отличие стало иное взаимное расположение башен главного калибра № 3 и № 4 перепланировки котельных отделений: все котельные отделения объединили и сдвинули в нос. Обе средние башни теперь поставили линейно-возвышенно (третья поверх четвёртой), что упростило управление огнем.
В ходе постройки 152-мм пушки заменили на новые 140-мм орудия.
Помимо более легкого и удобного в обращении снаряда, сами установки весили меньше, что позволило увеличить число орудий противоминного калибра с 16 до 20.

## Конструкция
Корпус линкоров типа «Ise» практически полностью повторял своих предшественников — главное отличие заключалось в укорочении полубака, вызванным перегруппировкой артиллерии главного калибра.

### Корпус

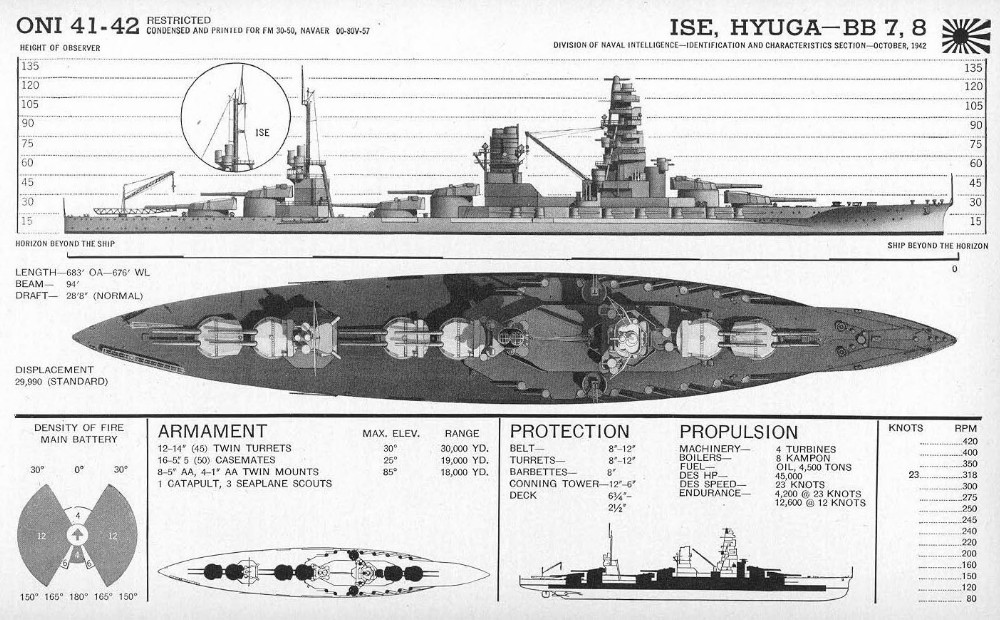

Они имели максимальную длину 208,18 м, ширину по ватерлинии 28,7 м, а также проектное углубление при полной нагрузке 8,9 м. Они были на 5,3 м длиннее, чем предшественники. Их проектные нормальное и полное водоизмещения были 31 260 т и 36 500 т, соответственно, что на 600 длинных тонн больше, чем у предыдущего типа.

### Вооружение
Главный калибр линкоров составляли 12 356-мм/45 орудий в шести линейно-возвышенных башнях с боекомплектом по 100 снарядов на орудие. Сами орудия не отличались от установленных на «Kongo» и «Fuso».
Противоминная артиллерия состояла из 20 140-мм/50 орудий типа 3, из которых восемнадцать располагались в казематах, а два — на палубе бака в районе носовой дымовой трубы. Зенитное вооружение состояло из четырёх 76-мм зенитных пушек.

### Бронирование
Главный пояс имел высоту 3,8 м и шёл от барбета башни № 1 до барбета башни № 6. Пояс имел максимальную толщину 305 мм, но ниже ватерлинии к нижней кромки, толщина плит начинала постепенно уменьшаться до 102 мм. Броневые траверзы имели толщин 305 мм в верху и 102 мм по нижней кромке. В нос и корму от траверсов толщина пояса снижалась сначала до 203 мм, а ближе к штевням — до 76 мм. Поверх главного шёл 203-мм пояс, поднимающийся до верхней палубы.
Он простирался от первого до последнего барбета и заканчивался 152-мм траверсами.
Главная 32-мм броневая палуба получила 51-мм скосы, примыкающие к нижней кромке броневого пояса. В нос и корму от 305-мм траверсов толщина палубы повышалась до 51 мм (над отделением рулевой машины в корме — до 76 мм).
Верхняя палуба имела 35-мм бронирование в районе цитадели. Палуба полубака над казематом противоминной артиллерии
была 19-мм толщины.
Двухорудийные башни главного калибра имели лоб толщиной 305 мм, боковые плиты и задние плиты 203 мм и 114-мм крышу.
Броня барбетов — 305 мм.
Носовая боевая рубка имела толщину боковых стенок 305 мм, кормовая — 102 мм.

### Энергетическая установка

#### Главная энергетическая установка
Энергетическая установка кораблей типа была четырёхвальной. Она принципиально не отличалась от типа «Фусо» и состояла из турбоагрегатов «Brown-Curtis» (на « Ise») или «Parsons» (на «Hyuga»), пар вырабатывали 24 паровых котла «Kampon» со смешанным отоплением. Мощность 45 000 л. с., а также некоторый рост длины корпуса, позволили поднять скорость до 23 узлов.

#### Электропитание
Электроэнергетическая установка состояла из трёх турбогенераторов мощностью по 150 кВт и двух по 200 кВт.

#### Дальность плавания и скорость хода
Полный запас топлива составлял 4706 т угля и 1411 т нефти. При наличии полного запаса и чистого днища дальность плавания составляла 9680 миль на 14 узлах. На испытаниях «Ise» развил ход 23,64 уз. при мощности 56 498 л. с.

## Модернизации
Радикально корабли реконструировали уже в 30-х гг: увеличили размеры носовой надстройки, разместив на ней ряд дополнительных платформ с приборами управления огнем ГК: наверху установили КДП с 8-м дальномером, все башни главного калибра также оборудовали 6-м дальномерами, полностью заменили энергетическую установку, усилили палубное бронирование, а также модернизировали артиллерию главного калибра. Вместо прежних 76-мм зениток линкоры получили новые 127/40-мм пушки и 25-мм зенитные автоматы.
Число 140-мм/50 орудий сократили до 16.
Корпус удлинили за счёт кормовой наделки на 7,6 м, установили бортовые були противоторпедной защиты (ширина корпуса по ватерлинии возросла с 28,7 до 31,6 м).
Силовую установку полностью заменили, смонтировав четыре турбозубчатых агрегата общей мощностью 80 000 л. с., пар для которых вырабатывали 8 паровых котлов. Новая установка была мощнее, легче, занимала меньше места, что позволило отказаться от носовой дымовой трубы. После модернизации водоизмещение возросло, но возросшая мощность позволила повысить скорость хода до 25,3 узла.

### Линкоры-авианосцы

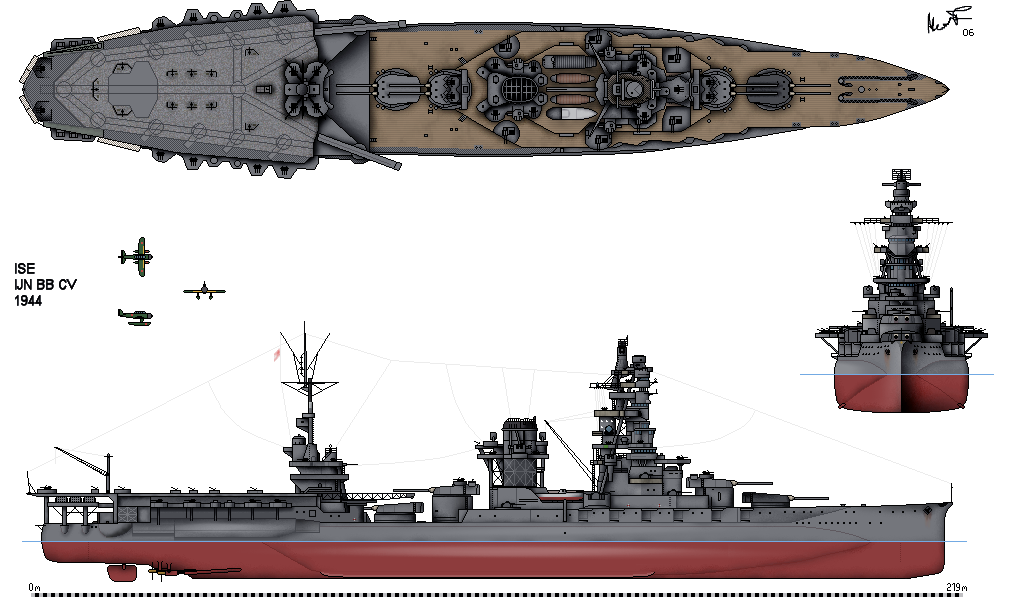
«Исэ» после перестройки. 1944 г. Схема.

В июне 1942 г. Хюга был выведен в резерв, в июле за ним последовал Исе. Было принято решение о наиболее оригинальном переоборудовании боевых кораблей за всю историю парового броненосного кораблестроения. Оба линкора должны были стать своего рода «гибридами», сочетающими в себе качества авианосцев (полётная палуба, ангар, подъёмники, катапульты) и линейных кораблей (восемь 356-мм орудий). Подобного рода эксперимент уже был с кораблём Фьюриес во время Первой мировой войны, но это был именно эксперимент по поиску оптимальной конфигурации авианосцев на стадии их становления как класса.
К октябрю — ноябрю 1943 г. необычное переоборудование было завершено. В кормовой части корпус слегка удлинили и уширили. На месте бывших кормовых башен соорудили ангар, в котором помещалось до 10 самолётов, для подъёма которых служил один подъёмник. Ещё 10-12 самолётов стояли прямо на палубе. Самолёты поднимались в воздух с помощью двух катапульт. Авиагруппа первоначально планировалась в составе 22 пикирующих бомбардировщиков D4Y3 «Сюсей» («Джуди»), но затем была изменена на 20-22 гидросамолётов-бомбардировщиков Е16A «Дзуйюн» (яп. 瑞雲 Дзуйун, «Благоприятное облако») («Пол»).

## Представители
| Название        | Место постройки          | Закладка    | Спуск на воду  | Вступление в строй | Судьба |
| --------------- | ------------------------ | ----------- | -------------- | ------------------ | --- |
| Исэ (яп. 伊勢)  | Верфь Кавасаки, Кобе     | 10 мая 1915 | 12 ноября 1916 | 15 декабря 1917    | 28 июля 1945 в результате бомбовых попаданий затонул у заводской стенки в Куре с креном 20 градусов на правый борт. 4 июля 1946 г. поднят и разобран в Хариме. |
| Хюга (яп. 日向) | Верфь Мицубиси, Нагасаки | 6 мая 1915  | 27 января 1917 | 30 апреля 1918     | Сел на мель во время бомбардировки Куре 24 июля 1945 г. В 1946 г. поднят и разделан в Хариме.                                                                  |

## История службы
Исэ
В ходе сражения в заливе Лейте 25 ноября 1944 г. «Исэ» получил легкие повреждения от многочисленных близких разрывов.
C февраля 1945 г. находился в Куре, обеспечивая ПВО базы.
13 марта 1945 г., попаданиями бомб на «Исэ» был разрушен самолётоподъёмник. Ремонтировать линкор-авианосец и не пытались.
2 июля 1945 г. «Исэ» получил 5 попаданий бомб и сел на грунт.
28 июля после 8 бомбовых попаданий и большого количества близких разрывов «Исе» затонул у заводской стенки в Куре с креном 20 градусов на правый борт.
4 июля 1946 г. поднят и до конца года разобран в Хариме.
Хюга
В ходе сражения в заливе Лейте 25 ноября 1944 г. «Хьюга» получил незначительное повреждение от прямого попадания бомбы в корму.
C февраля 1945 г. находился в Куре, обеспечивая ПВО базы.
В период 24-28 июля 1945 г. «Хюга» получил от 10 до 17 бомбовых попаданий и большое количество близких разрывов.
До 1 августа переведен на мелководье и посажен на грунт. После этого использовался в качестве зенитной батареи.
В 1952 г. поднят и отведен в Хариму, где был разделан на металлолом.

## Оценка проекта
Противоминная 127-мм артиллерия американских линкоров больше подходит под определение «разумной достаточности», хотя из-за лёгкого снаряда (22,7 кг) безусловно уступала 140-мм орудиям «Исэ».
|                                     | «Ривендж»            | «Байерн»                | «Исэ»                | «Фусо»               | «Пенсильвания»       |
| Год закладки                        | 1913                 | 1913                    | 1915                 | 1912                 | 1913                 |
| Год ввода в строй                   | 1916                 | 1916                    | 1917                 | 1915                 | 1916                 |
| Стоимость                           |                      | 49 млн марок            |                      |                      |                      |
| Водоизмещение нормальное, т         | 27 885               | 28 448                  | 31 260               | 30 600               | 31 902               |
| Полное, т                           | 31 496               | 32 200                  | 36 500               | 35 900               | 33 088               |
| Номинальная мощность СУ, л. с.      | 40 000               | 35 000                  | 45 000               | 40 000               | 31 500               |
| Скорость, узлы                      | 22                   | 22                      | 23                   | 22,5                 | 21                   |
| Дальность, миль (на скорости, узлы) | 5000 (12)            | 5000 (12)               | 9860 (14)            | 8000 (14)            | 8000 (10)            |
| Бронирование, мм                    |                      |                         |                      |                      |                      |
| Пояс                                | 330                  | 350                     | 305                  | 305                  | 343                  |
| Башни, лоб                          | 330                  | 350                     | 305                  | 305                  | 406                  |
| Барбеты                             | 254                  | 350                     | 305                  | 305—203              | 330                  |
| Рубка                               | 280                  | 350                     | 305                  | 305                  | 406                  |
| Палуба                              | 76-51                | 100—70                  | 76—(34+31)           | 76—51                | 113-75               |
| Вооружение                          |                      |                         |                      |                      |                      |
| Главный калибр                      | 4×2×381 мм/42        | 4×2×380 мм/45           | 6×2×356 мм/45        | 6×2×356 мм/45        | 4×3×356 мм/45        |
| Вспомогательный                     | 14×152 мм/45 2×76 мм | 16×150 мм/45 2×88 мм/45 | 20×140 мм/50 4×76 мм | 16×152 мм/50 4×76 мм | 22×127 мм/51 4×76 мм |
| Торпедное вооружение                | 4×533 мм ТА          | 5×600 мм ТА             | 6×533 мм ТА          | 6×533 мм ТА          | 2×533 мм ТА          |